# Maransis koenigi
Maransis koenigi är en insektsart som först beskrevs av Krauss 1892.  Maransis koenigi ingår i släktet Maransis och familjen Diapheromeridae. Inga underarter finns listade i Catalogue of Life.